# Johannes Lupi
Johannes Lupi (omstreeks 1506 – overleden op 20 december 1539) was een Kamerijkse polyfonist uit de renaissance. Als vertegenwoordiger van de generatie na Josquin was hij een componist van mindere betekenis, die hoofdzakelijk in Kamerijk werkte.

## Leven
Zijn geboorteplaats is onbekend, maar hij diende als koorknaap in de Kathedraal van Kamerijk. Lupi leefde het grootste deel van zijn leven in Kamerijk. Hij verliet de stad tijdelijk voor de universiteit van Leuven, waar hij studeerde van 1522 tot 1526. In 1526 keerde hij terug naar de kathedraal als parvus vicarus. Een jaar later werd hij meester van de koorjongens van de kathedraal van Kamerijk, in opvolging van Johannes Remigli. De betrekking hield in dat hij de koorjongens huisvesting en verzorging diende te verstrekken en dat hij vanzelfsprekend ook voor hun muzikale opvoeding instond. Hij werd magnus vicarus en uiteindelijk onderdiaken. Hoewel hij altijd opnieuw in dienst werd genomen, werd Lupi verschillende keren ontslagen, meestal omdat hij er niet in slaagde zijn taken tot een goed einde te brengen, maar ook omdat hij zijn boekhouding niet goed bijhield.
Lupi had een in de bronnen nergens met naam genoemde chronische ziekte, die hem in de loop van de jaren 1530 in toenemende mate parten speelde, reden waarom hij zijn betrekking in 1535 moest opgeven. Aannemelijk is dat de ziekte aan de oorsprong ligt van zijn voortijdig overlijden in 1539.

## Stijl en invloed
Alle bewaard gebleven muziek is a capella. Van zijn missen zijn er slechts twee overgeleverd, maar Lupi schreef ook verschillende motetten en chansons; de motetten werden verzameld en gedrukt in 1542 door Pierre Attaingnant.
Stilistisch was zijn muziek verwant aan die van Nicolas Gombert en vertoonde ze de typische kenmerken van de generatie na Josquin, met zijn dichte polyfone textuur en rijke imitatie. Lupi bleef echter bijzonder gevoelig voor tekstplaatsing: hij was in staat de tekstverstaanbaarheid zelfs in achtstemmige contrapuntische composities te bewaren. Zijn chansons zijn bijzonder opmerkelijk doordat ze een waaier aan onderwerpen aanboren, van ernst tot ontucht.

## Naamsverwarring
Lupi wordt soms verward met verschillende andere musici van de 16e eeuw. Die verwarring is al in de 16e eeuw ontstaan (bijvoorbeeld bij de drukken van Tielman Susato). Johannes Lupi was de naam van twee duistere figuren van wie geen ook componist was. Een was actief in Nijvel, de andere in Antwerpen, beide in de eerste helft van de eeuw. Maar er liep met die naam ook een componist rond, namelijk Lupus, naar wie musicologen van onze tijd meestal verwijzen als naar de "Italiaanse Lupus"; zijn werken werden in de Medici codex overgeleverd. Voorts is er een andere componist, Lupus Hellinck, die mogelijk kan worden geïdentificeerd met de "Italiaanse Lupus" en dan is er nog een volledige familie muzikanten met de naam Lupo. Van deze familie, was enkel Ambrose Lupo van Milaan in de vroege 16de eeuw actief. De verwarring doet zich ook voor bij de toeschrijving van een vierstemmig Nederlands lied; Pluschen van Brusel hestoy gheset, dat tekstloos is overgeleverd in een Portugees (Coimbra) en een Duits (Regensburg) handschrift; buiten een Missa 'Mijn vriendinne' , een parodiemis gebaseerd op een Nederlands lied, zijn er geen andere composities van Lupi bekend, die naar Nederlandse liederen verwijzen. Misschien is het lied wel toe te schrijven aan Lupus Hellinck, van wie in het Portugese handschrift ook Au fort quant dieu plaira is opgenomen, dat in een andere bron met een Nederlandse tekst, Aenhoort al mijn gheclach, is opgenomen. Bovendien zijn van Lupus Hellinck ook andere Nederlandse liederen bekend.
- Biblioteca Nacional de España: XX1758596
- Bibliothèque nationale de France: cb139927263 (data)
- Gemeinsame Normdatei: 124785972
- International Standard Name Identifier: 0000 0001 1059 2036
- Library of Congress Control Number: n79124569
- MusicBrainz: 81d6b3f7-95f2-4a29-8d00-5696f841cf15
- Nationale Bibliotheek van Israël: 987007282705305171
- Nederlandse Thesaurus van Auteursnamen: 165893397
- Istituto Centrale per il Catalogo Unico: RT1V045720
- SNAC: w6gm9nw9
- Système universitaire de documentation: 116282223
- Virtual International Authority File: 42035469
- WorldCat: E39PBJjd9pTgMFBVDqBJbfCJDq